# Бизимана, Джихад
Джиха́д Бизимана́ (фр. Djihad Bizimana; род. 12 декабря 1996, Гисеньи) — руандийский футболист, полузащитник ливийского клуба «Аль-Ахли» и сборной Руанды.

## Клубная карьера
Родился 12 декабря 1996 года в городе Гисеньи. Воспитанник футбольной школы месевого клуба «Этинсель».
Во взрослом футболе дебютировал в 2014 выступлениями за команду «Район Спорт», в которой провел один сезон, после чего в течение трех лет защищал цвета команды АПР из Кигали.
В 2018 перебрался в Европу, заключив контракт с бельгийским «Васланд-Беверен», в составе которого провел следующие три года своей карьеры игрока. С 2021 года два сезона защищал цвета другого бельгийского клуба «Дейнзе».
В состав клуба «Кривбасс» присоединился в июле 2023 года на правах свободного агента, заключив с ним двухлетний контракт.
6 февраля 2025 года Бизимана подписал двухлетний контракт с «Аль-Ахли» на неразглашенную сумму.

## Карьера в сборной
В 2014 году привлекался в состав молодежной сборной Руанды. На молодежном уровне сыграл в 2 официальных матчах.
В 2015 году дебютировал в официальных матчах в составе национальной сборной Руанды. Впоследствии стал капитаном национальной команды.

## Достижения
«Кривбасс»
- Бронзовый призёр чемпионата Украины: 2023/24